# Novafrontina patens
Novafrontina patens is een spinnensoort in de taxonomische indeling van de hangmatspinnen (Linyphiidae).
Het dier behoort tot het geslacht Novafrontina. De wetenschappelijke naam van de soort werd voor het eerst geldig gepubliceerd in 1991 door Alfred Frank Millidge.